# Antonio Arcioni (General)

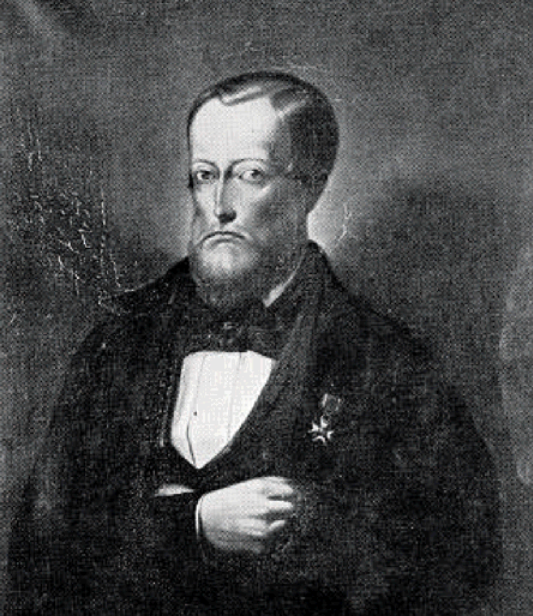
Antonio Arcioni

Antonio Arcioni (* 11. April 1811 in Corzoneso; † 21. November 1859 in Leontica) war ein Schweizer Offizier und ein republikanischer General im ersten italienischen Unabhängigkeitskrieg.

## Leben

### Frühe Militärkarriere
Arcioni wurde im Bleniotal als Sohn einer alten Patrizierfamilie geboren. Das Patriziat des Bleniotals ist mit den Bürgergemeinden der restlichen Schweiz vergleichbar und ist nicht mit dem herrschenden Patriziat regimentsfähiger Familien zu verwechseln, wie es etwa in Bern oder Freiburg bestand. Arcioni begeisterte sich früh für das Kriegshandwerk und die republikanische Sache. Von 1834 bis 1844 kämpfte er als Leutnant in Spanien gegen die Carlisten und wurde dafür mit dem Orden de Isabel la Católica ausgezeichnet. 
Als Hauptmann kommandierte er im Sonderbundskrieg 1848 eine Kompanie des 30. eidgenössischen Jägerbataillons in Airolo, ohne aber mit dem Gegner in Berührung zu gelangen.

### ImRisorgimento
Wie viele Tessiner unterstützte Arcioni die italienische Einigungsbewegung, das Risorgimento. Nach dem Mailänder Aufstand gegen die Österreicher im Jahr 1848 hob Arcioni eine Truppe von 1500 freiwilligen Tessinern aus, darunter auch der Korporal und Bildhauer Vincenzo Vela. Mit ihnen befreite er Como von den Österreichern und beteiligte sich am 23. März an der Befreiung Mailands. Anschliessend stiess er mit seinen Männern, nun als Oberst der 2. Kolonne der republikanischen Corpi Volontari Lombardi, bis 30 km vor Trient vor, konnte die Stadt aber wegen fehlender Unterstützung piemontesischer Truppen nicht nehmen. Nach Differenzen mit General Michele Allemandi zog er sich Ende April ins Tessin zurück.
Im Oktober 1848 unternahm Arcioni an der Spitze von 200 Freiwilligen den Versuch, durch das Val d’Intelvi den dortigen Aufständischen zu Hilfe zu eilen, und eroberte mehrere wichtige Stellungen. Doch österreichischer Entsatz unter Josef Latour und Streit mit dem republikanischen Kommandanten D’Apice veranlassten ihn am 31. Oktober 1848 zum Rückzug ins Tessin.
Giuseppe Mazzini rief Arcioni im Februar 1849 nach Rom, um das Kommando der Verteidigungstruppen der neu ausgerufenen Römischen Republik zu übernehmen – die 600 Mann der Legione dell’emigrazione italiana, zumeist Söldner. In dieser Funktion gelang es Arcioni, die angreifenden Franzosen monatelang durch Überraschungsangriffe in der Region um Rom abzuwehren. Im Juni zeichnete er sich mit seiner Legione Arcioni trotz einer schweren Brustwunde in der Verteidigung Roms besonders aus und wurde rückwirkend per Mai zum General befördert. Er setzte den Verteidigungskampf bis zum Fall Roms am 30. Oktober fort, wurde von den französischen Truppen gefangen genommen und bald in seine Heimat entlassen.

### Spätere Karriere
Im Tessin wandte sich Arcioni dem Holzhandel zu, unterstützte aber weiterhin die lombardischen Aufständischen mit Waffenlieferungen. Er war ein Führer der demokratischen Bewegung in der Region von Bellinzona und vertrat von 1855 bis 1859 die liberale Partei im Grossen Rat. In der Schweizer Armee diente er weiter als Instruktor der Tessiner Milizen und später als Kommandant des Waffenplatzes Bellinzona.
In Rom, Bellinzona, Biasca, Locarno und Lugano sind Strassen nach Arcioni benannt. Arcionis Familiengrab befindet sich in der Umfriedung der Kirche Santi Nazario e Celso in Corzoneso. Sein Sohn Luigi Arcioni (1851–1922), der spätere Präsident des Tessiner Grossen Rates, kämpfte ebenfalls als Zwanzigjähriger mit Garibaldis Truppen und 1871 im Deutsch-Französischen Krieg mit den Franzosen in der Schlacht von Dijon.